# CCTV-5+
CCTV-5+（日本語：中国中央テレビスポーツ賽事チャンネル 通称：CCTV-5+ スポーツ賽事）は中華人民共和国の国営放送局、中国中央電視台のスポーツ専門チャンネル。
このチャンネルは、イベントの放送においてCCTV-5に代わることがあります。（例えば、CCTV-5は通常夕方19時30分頃にCBAを放送しますが、より人気のあるスポーツ賽事を放送する必要があるため、放送を停止する場合があります。このとき、CBAはCCTV-5+で放送されます。）
*この記事は中国語版Wikipedia（中国中央电视台体育赛事频道）に基づいて改訂と修正されています。

## 概要
2005年9月4日 - 2007年12月23日にCCTV-HDビデオ（CCTV-高清影视）（デジタル有料チャンネル）コールサインによる放送。2008年5月1日にCCTV-HD（CCTV-高清）のコールサインで放送を開始。当時、北京オリンピックをハイビジョンで放送した唯一のCCTVチャンネルでもありました。2013年8月18日北京時間の午前9時現在のCCTV-5+に変更。

## 主な番組/イベント
- F1
- 中国オープン (スヌーカー)
- NBA
- NHL
- CBA
- 近代オリンピック
- パラリンピック
- アジア競技大会
- 運動空間
- 体育英語